# Dipartimento di Barh Signaka
Il dipartimento di Barh Signaka è un dipartimento del Ciad facente parte della provincia di Guéra. Il capoluogo è Chinguil.

## Comuni
Il dipartimento comprende i seguenti comuni:
- Chinguil
- Daguil
- Zane
- Malakondjo